# ジーン・サラゼン ジュンクラシック
ジーン・サラゼン ジュンクラシックは、1977年から1999年まで行われたゴルフトーナメントの一つである。

## 概要
伝説のゴルフプレーヤージーン・サラゼンが現役引退後の1977年、サラゼンのそれまでの偉業と、ゴルフに対する情熱と、ゴルフを愛する人たちに思いを込め、サラゼンの名を冠してスタート。
当初、サラゼンが監修し1975年に開場したジュンクラシックC.C.（栃木県那須郡那珂川町）を舞台に後援競技として始まったが、1982年にはツアー競技として昇格、サラゼンが死去した1999年の最終大会まで全23回のトーナメントが開催された。
1990年 - 1994年、1997年・1998年は、サラゼンが監修し1990年に開場した姉妹コース「ロペ倶楽部」（栃木県塩谷郡塩谷町）で開催された。
ファッションブランド「JUN」社長の佐々木忠が、自身と同じ我孫子ゴルフ倶楽部の会員であった戸張捷に「あのゴルフ場でファッション屋らしいトーナメントをやりたいんだけど。戸張くん、つくってくれないかな」と頼んだのが誕生のきっかけであった。
当時の戸張は「ゴルフを世界に広めた伝説的なプレーヤーを大会名誉会長として迎え、テレビの解説やプレゼンターをやってもらう」企画を胸の中で温めており、この期待に応える、最も相応しい人物として、サラゼンに手紙を書いた。
サラゼンを大会名誉会長としたトーナメントを作りたいという一心でサラゼンに英語で手紙を書いたところ、サラゼンから自筆で「手紙ではよく分からないから、メリオンGCに来てくれないか」と返事が来たため、戸張は1975年10月にアメリカペンシルベニア州フィラデルフィアのメリオンゴルフクラブを訪れる。
戸張はサラゼンがカートに戻る度に「大会名誉会長として日本に来てほしい」「あなたは小柄ながらグランドスラムを達成している。小柄な日本人でも四大大会で優勝できるという勇気を与えてほしい」などと口説き、必死さが伝わったのか、それまで黙って聞いていたサラゼンは戸張にすっと手を差し出し、「分かった。日本に行くよ」と承諾。
大会開始後のサラゼンは1990年まで14年間も日本を訪れ、青木功や尾崎将司も帽子を取って最敬礼したほか、サラゼンが大会名誉会長を務めているため、ペイン・スチュワート（アメリカ）やグレッグ・ノーマン（オーストラリア）ら当時の世界のトップ選手が旅費だけで大会に参加した。

## 主な優勝者
- 1977年 - 青木功
- 1978年 - 内田袈裟彦
- 1979年 - 郭吉雄（中華民国）
- 1980年 - 青木功
- 1981年 - 湯原信光
- 1982年 - 杉原輝雄
- 1983年 - 尾崎将司
- 1984年 - 前田新作
- 1985年 - 倉本昌弘、河野和重、ペイン・スチュワート（アメリカ）
- 1986年 - 尾崎将司
- 1987年 - 尾崎将司
- 1988年 - 中村通
- 1989年 - 尾崎健夫
- 1990年 - 尾崎直道
- 1991年 - 尾崎将司
- 1992年 - 陳志忠（中華民国）
- 1993年 - 鈴木亨
- 1994年 - カルロス・フランコ（パラグアイ）
- 1995年 - 東聡
- 1996年 - 尾崎将司
- 1997年 - エドアルド・エレラ（コロンビア）
- 1998年 - トッド・ハミルトン（アメリカ）
- 1999年 - 飯合肇